# Liste der Kulturdenkmale in Zinna
In der Liste der Kulturdenkmale in Zinna sind die Kulturdenkmale des Torgauer Ortsteils Zinna verzeichnet, die bis August 2020 vom Landesamt für Denkmalpflege Sachsen erfasst wurden (ohne archäologische Kulturdenkmale). Die Anmerkungen sind zu beachten.
Diese Aufzählung ist eine Teilmenge der Liste der Kulturdenkmale in Torgau.

## Zinna
| Bild                                    | Bezeichnung                                                                  | Lage                   | Datierung                                                                                            | Beschreibung | ID       |
| --------------------------------------- | ---------------------------------------------------------------------------- | ---------------------- | --- | --- | -------- |
| Weitere Bilder                          | Denkmal für die Gefallenen des Ersten Weltkrieges                            | Dorfstraße (Karte)     | Nach 1918                                                                                            | Ortsgeschichtlich bedeutend. Hoher abgetreppter Sockel, Eichenlaubfußplatte, quadratische Stele mit Eisernem-Kreuz-Aufsatz, seitlich Girlanden, auf der Vorderseite Inschrift „In dankbarer Erinnerung an unsere im Weltkriege gefallenen Helden. Gew. v. d. Gemeinde Zinna“ sowie an der Seite die Namen der Gefallenen. | 09289977 |
| Weitere Bilder                          | Kirche mit Ausstattung und Kirchhof (Gartendenkmal) sowie Einfriedung        | Dorfstraße (Karte)     | Um 1200                                                                                              | Bedeutendes Zeugnis mittelalterlicher Kirchenbaukunst, baugeschichtlich und ortsgeschichtlich von Bedeutung. Verputzter Bruchsteinbau, ursprünglich romanische Chorturmanlage mit querrechteckigem Chor bzw. Turmraum einschließlich zweier schräger, kräftiger Strebemauern, Apsis im Osten (trapezförmiger Grundriss), noch im Mittelalter zu polygonalem Abschluss umgestaltet, heutiger Turm mit gekuppelten, rundbogigen Schallöffnungen nach Zerstörung im Dreißigjährigen Krieg 1669 wieder erbaut. Gleichzeitig das nur geringfügig breitere rechteckige, sich im Westen anschließende Schiff erneuert und erweitert, dabei die großen, rundbogigen Fenster eingefügt. Im Inneren flach gedeckt, nur der Turmraum mit queroblongem Kreuzgratgewölbe. Schiff, Chor und Apsis durch zwei Rundbögen verbunden. In der Apsis neben dem schmalen Altarraum Sakristei im hinteren Teil untergebracht. - Kirche: einschiffiger Saal, dreiseitig geschlossen, im Schiff hohe Rundbogenfenster mit Oberlicht-Sprossen, Satteldach, Betondachziegel, profilierte Traufe, massive Strebepfeiler, Segmentbogenfenster, im Glockengeschoss gekuppelte Rundbogenfenster mit eingestellten Säulen (zum Teil mit Knospenkapitellen), 1669 erneuert, an der Westfassade Eingangsportal flankiert von Lisenen, Supraporta mit Inschrift „Jesus Christus gestern und heute und derselbe auch in Ewigkeit. Erneuert im Kriegsjahr 1916“, darüber Segmentbogengiebel - Innenausstattung: dreischiffige Holzempore, Triumphbogen, flach gedeckter Saal, im Chor Kreuzgratgewölbe, abgetrennte Apsis, hölzerner Altar aus dem letzten Viertel des 17. Jahrhunderts, schlichte Kanzel von 1663 (1917 neu bemalt) - Altaraufsatz in der Art des Bauernbarock, um 1689, mit geschnitztem Dekor- und Figurenschmuck. Das Kruzifix im Hauptfeld von Assistenzfiguren begleitet, darunter Gemälde der Grablege Christi und des Abendmahls eingesetzt. Kanzel und umlaufende Emporen ursprünglich 17. Jahrhundert, 1916 während einer umfassenden Instandsetzung der Kirche übermalt. Orgel mit streng klassizistischem Prospekt, letztes Viertel 19. Jahrhundert - Altargerät von 1885: Kelch mit Patene, Dose, Kanne und zwei Leuchter, Metallguss versilbert. Taufschale, Zinn (17. Jahrhundert). - Einfriedung: rote Ziegelsteinmauer auf Bruchsteinsockel, Lisenen - Kirchhof: südlich der Kirche wechselständige Allee aus Linden (Tilia spec.), an der Westgrenze des Kirchhofs Baumreihe aus Schwarzen Maulbeeren (Morus nigra) | 09286576 |
| Weitere Bilder                          | Lindenallee und Pflasterung                                                  | Dorfstraße 2 (Karte)   | 1912                                                                                                 | Von ortsbildprägender Bedeutung. Natursteinpflaster der Straße, gesäumt von zweireihiger, wechselständig angeordneter Allee aus ehemals geschnittenen Linden (Tilia spec.). | 09286578 |
| Weitere Bilder                          | Zwei Seitengebäude, Scheune, Hofpflaster und Einfriedung eines Dreiseithofes | Dorfstraße 13 (Karte)  | Schlussstein an der Kuhstalldecke bezeichnet mit 1863 (Seitengebäude); bezeichnet mit 1883 (Scheune) | Zeugnis der ländlichen Wohn- und Wirtschaftsweise vergangener Zeiten, wertvolle Details erhalten, baugeschichtlich und wirtschaftsgeschichtlich von Bedeutung. Wohnhaus und Auszugshaus 2005 gestrichen, kein Denkmalwert mehr vorhanden. - Scheune: eingeschossig, massiv, verputzt, Segmentbogen-Holztore, Satteldach (neue Deckung), traufseitig Inschrifttafel (bezeichnet mit 1883) - linker Stall: zweigeschossig, massiv, verputzt, abgetreppte Traufe, Satteldach (Betonziegel), Holztore, im Obergeschoss Segmentbogenfenster und Taubenschlag - giebelseitig am Wohnhaus nach hinten zweigeschossiger Stallanbau (Kuhstall, hinten Pferdestall): massiv, verputzt, Segmentbogenfenster, Satteldach (neue Deckung), zwei Eingänge, innen gerade Decke, dreischiffig, quadratische Pfeiler - Einfriedung: drei quadratische Torpfeiler, Holztor und Leutepforte, Einfriedungsmauer massiv, verputzt - Wohnhaus (bezeichnet mit 1863): zweigeschossig, Rechteckfenster, massiv, verputzt, Satteldach, Falzziegel, im Giebeldreieck alte Sprossenfenster, traufseitig Eingangsvorhäuschen - vor linkem Stall eingeschossiges Auszugshaus: massiv, verputzt, Rechteckfenster mit schmalen Faschen, gestufte Traufe, steiles Satteldach, Krempziegel, alter Dachstuhl, innen Lehmwände | 09286571 |
| Direkt Bild zu diesem Denkmal hochladen | Scheune, Taubenhaus und Einfriedung eines Dreiseithofes sowie Hofpflaster    | Dorfstraße 15 (Karte)  | 2. Hälfte 19. Jahrhundert                                                                            | Zeugnis ländlicher Wohn- und Wirtschaftsweise, baugeschichtlich und wirtschaftsgeschichtlich von Bedeutung, Stall kein Denkmal. - Scheune: eingeschossig, Bruchstein, Holztore (zwei Segmentbogentore), Satteldach, Biberschwanzdeckung, profilierte Traufe - Taubenhaus: zweigeschossig, Ziegelstein, Segmentbogeneingang, Satteldach, Biberschwanzdeckung - Einfriedung: quadratische Torpfeiler, Leutepforte, verputzte Ziegelsteinmauer | 09286574 |
| Weitere Bilder                          | Ehemalige Schule und Lehrerwohnhaus                                          | Dorfstraße 18 (Karte)  | 1906                                                                                                 | Heute Gemeindeamt, von ortshistorischer Bedeutung. Eingeschossig, Bruchsteinsockel, Satteldach (Biberschwanzdeckung neu), straßenseitig hohes Zwerchhaus mit Krüppelwalmdach, insgesamt massiv, verputzt, rote Ziegelstein-Gliederung (Ecklisenen, Fensterfaschen, gestuftes Traufgesims), Segmentbogeneingang mit Treppenaufgang, hölzerne Eingangstür mit Oberlicht, geohrte Segmentbogenfenster mit Schlussstein, im Giebel gestaffelte Drillingsfenster und Rundbogenfenster, Segmentbogen-Kellerfenster. | 09286563 |
|                                         | Inschrifttafel an einem Wohnhaus                                             | Dorfstraße 25 (Karte)  | Um 1855                                                                                              | Ortsgeschichtliche Bedeutung. Rechteckige Sandstein-Inschrifttafel an der Traufseite des Wohnhauses „Nach der Feuersbrunst in der Nacht von 8. zum 9. Dezember 1854 wieder aufgerichtet am 8. Juni 1855 von dem Gutsbesitzer Johann Christian Heinrich Buhle.“, links „Wie aus dem Brand dies Haus entstand, Sei es gestellt in Gottes Hand, Die Alles hält.“, sowie auf der rechten Seite „Und wer hier gehet aus und ein, Dem woll’ Er Hort und Hüter Sein. Psalm 127 V. 13“. | 09286562 |
|                                         | Stalltrakt im Erdgeschoss des westlichen Seitengebäudes                      | Dorfstraße 40a (Karte) | Um 1900                                                                                              | Gewölbter Stall, baugeschichtlich bemerkenswertes Bauteil. Wohnhaus (bezeichnet mit 1899), Stall, Seitengebäude (bis auf gewölbten Stall), Scheune und Einfriedung sowie Hofpflaster des Dreiseithofes wurden 2007 gestrichen. - linker Stall bzw. Seitengebäude (2002 saniert): zweigeschossig, Erdgeschoss roter Klinker, Obergeschoss verputzt, Zahnschnitt-Gurtgesims (Klinker), Satteldach, Biberschwanzdeckung (neu), giebelseitig weiter Dachüberstand über Terrasse bzw. Balkon, traufseitig drei verbreiterte Zwerchhäuser mit Satteldach, innen zweischiffig im Erdgeschoss, preußisches Kappengewölbe auf Eisensäulen - Wohnhaus: zweigeschossig mit Drempel, massiv, verputzt, Satteldach, Gurtgesims, traufseitig Treppenaufgang mit Eingang und Dreiecksgiebel, Rechteckfenster im Obergeschoss gegliedert durch gerade Verdachung und historisierendes Fenstergewände - giebelseitig ans Wohnhaus anschließender Kuhstall (jetzt Lagerhalle): zweigeschossig, verputzt, im Obergeschoss Fachwerk, Satteldach, innen preußische Kappen, Eisensäulen entfernt - Scheune: eingeschossig, roter Klinkerbau, zwei große Holztore, Satteldach, Falzziegel (traufseitig in den 1950er Jahren angebauter eingeschossiger Hühnerstall ist kein Denkmal), Scheunendurchfahrt zum Feld als Segmentbogentor - Einfriedung: drei quadratische Kunststein-Torpfeiler mit Kugelaufsätzen, Toreinfahrt und Leutepforte, Holztor, massive verputzte Einfriedungsmauer | 09286568 |

## Tabellenlegende
- Bild: Bild des Kulturdenkmals, ggf. zusätzlich mit einem Link zu weiteren Fotos des Kulturdenkmals im Medienarchiv Wikimedia Commons. Wenn man auf das Kamerasymbol klickt, können Fotos zu Kulturdenkmalen aus dieser Liste hochgeladen werden:
- Bezeichnung: Denkmalgeschützte Objekte und ggf. Bauwerksname des Kulturdenkmals
- Lage: Straßenname und Hausnummer oder Flurstücknummer des Kulturdenkmals. Die Grundsortierung der Liste erfolgt nach dieser Adresse. Der Link (Karte) führt zu verschiedenen Kartendiensten mit der Position des Kulturdenkmals. Fehlt dieser Link, wurden die Koordinaten noch nicht eingetragen. Sind diese bekannt, können sie über ein Tool mit einer Kartenansicht einfach nachgetragen werden. In dieser Kartenansicht sind Kulturdenkmale ohne Koordinaten mit einem roten bzw. orangen Marker dargestellt und können durch Verschieben auf die richtige Position in der Karte mit Koordinaten versehen werden. Kulturdenkmale ohne Bild sind an einem blauen bzw. roten Marker erkennbar.
- Datierung: Baubeginn, Fertigstellung, Datum der Erstnennung oder grobe zeitliche Einordnung entsprechend des Eintrags in der sächsischen Denkmaldatenbank
- Beschreibung: Kurzcharakteristik des Kulturdenkmals entsprechend des Eintrags in der sächsischen Denkmaldatenbank, ggf. ergänzt durch die dort nur selten veröffentlichten Erfassungstexte oder zusätzliche Informationen
- ID: Vom Landesamt für Denkmalpflege Sachsen vergebene, das Kulturdenkmal eindeutig identifizierende Objekt-Nummer. Der Link führt zum PDF-Denkmaldokument des Landesamtes für Denkmalpflege Sachsen. Bei ehemaligen Kulturdenkmalen können die Objektnummern unbekannt sein und deshalb fehlen bzw. die Links von aus der Datenbank entfernten Objektnummern ins Leere führen. Ein ggf. vorhandenes Icon  führt zu den Angaben des Kulturdenkmals bei Wikidata.